# Challenger de Esmirna 2014
El Türk Telecom İzmir Cup 2014 fue un torneo de tenis profesional que se jugó en pistas duras. Se trató de la 7.ª edición del torneo que forma parte del ATP Challenger Tour 2014. Tuvo lugar en Esmirna, Turquía entre el 15 de septiembre y el 21 de septiembre de 2014.

## Jugadores participantes del cuadro de individuales

### Cabezas de serie
| Favorito | País                | Jugador               | Ranking1 | Posición en el torneo |
| -------- | ------------------- | --------------------- | -------- | --------------------- |
| 1        | Bandera de Túnez    | Malek Jaziri          | 96       | FINAL                 |
| 2        | Bandera de Serbia   | Filip Krajinović      | 107      | Primera ronda         |
| 3        | Bandera de Rusia    | Alexander Kudryavtsev | 132      | Primera ronda         |
| 4        | Bandera de Rusia    | Yevgueni Donskoi      | 135      | Primera ronda         |
| 5        | Bandera de Croacia  | Ante Pavić            | 138      | Segunda ronda         |
| 6        | Bandera de Turquía  | Marsel İlhan          | 142      | Semifinales           |
| 7        | Bandera de Ucrania  | Illya Marchenko       | 148      | Cuartos de final      |
| 8        | Bandera de Alemania | Alexander Zverev      | 150      | Primera ronda         |

- 1 Se ha tomado en cuenta el ranking del 8 de septiembre de 2014.

### Otros participantes
Los siguientes jugadores recibieron una invitación (wild card), por lo tanto ingresan directamente al cuadro principal:
- Tuna Altuna
- Baris Erguden
- Cem Ilkel
- Efe Yurtacan

Los siguientes jugadores ingresan al cuadro principal tras disputar la fase clasificatoria:
- Victor Baluda
- Mikhail Ledovskikh
- Yaraslav Shyla
- Tucker Vorster

## Campeones

### Individual Masculino
- Borna Ćorić derrotó en la final a  Malek Jaziri por 6–1, 6–7(7–9), 6–4

### Dobles Masculino
- Ken Skupski /  Neal Skupski derrotaron en la final a  Malek Jaziri /  Alexander Kudryavtsev por 6–1, 6–4